# Emanoil-Mihail Cernescu
Emanoil-Mihail Cernescu (n. 19 august 1943) este un fost senator român în legislatura 1990-1992 ales în județul Mehedinți pe listele partidului FSN. În cadrul activității sale parlamentare, Emanoil-Mihail Cernescu a fost membru în grupurile parlamentare de prietenie cu Republica Italiană, Ungaria, Republica Argentina, URSS și Canada.

## Legături externe
- Emanoil-Mihail Cernescu Arhivat în 27 aprilie 2016, la Wayback Machine. la cdep.ro